# مگس‌گیر خاکستری
مگس‌گیر خاکستری (نام علمی: Muscicapa caerulescens) نام یک گونه از سرده مگس‌گیرهای نمادین است.
این گونه در این کشورها یافت می‌شود: آنگولا، بنین، بوتسوانا، بورکینافاسو، بوروندی،  کامرون، جمهوری آفریقای مرکزی، جمهوری کنگو، جمهوری دموکراتیک کنگو، ساحل عاج، گینه استوایی، گابن، غنا، گینه، کنیا، لیبریا، مالاوی، موزامبیک، نامیبیا، نیجریه، رواندا، سیرالئون، سومالی، آفریقای جنوبی، سودان جنوبی، اسواتینی، تانزانیا، توگو، اوگاندا، زامبیا و زیمبابوه.
زیستگاه مگس‌گیر خاکستری جنگل‌های گرمسیری و نیمه‌گرمسیری و گرم‌دشت‌ها است.